# Challenger de Monterrey 2022

El torneo Monterrey Challenger 2022 fue un torneo de tenis perteneció al ATP Challenger Tour 2022 en la categoría Challenger 100. Se trató de la 12.ª edición, el torneo tuvo lugar en la ciudad de Monterrey (México), desde el 07 hasta el 13 de marzo de 2022 sobre pista dura al aire libre.

## Jugadores participantes del cuadro de individuales
| Favorito | País                    | Jugador              | Rank1 | Posición en el torneo |
| -------- | ----------------------- | -------------------- | ----- | --------------------- |
| 1        | Bandera de España       | Fernando Verdasco    | 153   | CAMPEÓN               |
| 2        | Bandera del Reino Unido | Jay Clarke           | 173   | Segunda ronda         |
| 3        | Bandera de China Taipéi | Jason Jung           | 218   | Cuartos de final      |
| 4        | Bandera de Alemania     | Cedrik-Marcel Stebe  | 222   | Primera ronda         |
| 5        | Bandera de Argentina    | Juan Pablo Ficovich  | 227   | Segunda ronda         |
| 6        | Bandera de Francia      | Maxime Janvier       | 239   | Primera ronda         |
| 7        | Bandera de la India     | Prajnesh Gunneswaran | 246   | FINAL                 |
| 8        | Bandera de Francia      | Geoffrey Blancaneaux | 247   | Cuartos de final      |

- 1 Se ha tomado en cuenta el ranking del 28 de febrero de 2022.

### Otros participantes
Los siguientes jugadores recibieron una invitación (wild card), por lo tanto ingresan directamente al cuadro principal (WC):
- Milledge Cossu
- Ryan Harrison
- Alex Hernández

Los siguientes jugadores ingresan al cuadro principal tras disputar el cuadro clasificatorio (Q):
- William Blumberg
- Strong Kirchheimer
- Aleksandar Kovacevic
- Naoki Nakagawa
- Sho Shimabukuro
- Evan Zhu

## Campeones

### Individual Masculino
- Fernando Verdasco derrotó en la final a  Prajnesh Gunneswaran, 4–6, 6–3, 7–6(3)

### Dobles Masculino
- Hans Hach Verdugo /  Austin Krajicek derrotaron en la final a  Robert Galloway /  John-Patrick Smith, 6–0, 6–3